# Amsterdam Amstel
Az Amsterdam Amstel metró-, és vasútállomás Hollandiában, Amszterdam városában.

## Vasútvonalak
Az állomást az alábbi vasútvonalak érintik:
- Amsterdam–Arnhem-vasútvonal
- 51-es metró
- 53-as metró
- 54-es metró

## Kapcsolódó állomások
A vasútállomáshoz az alábbi állomások vannak a legközelebb:
- Amsterdam Muiderpoort
- Duivendrecht
- Wibautstraat metróállomás
- Spaklerweg
- Spaklerweg
- Spaklerweg